# Luis «Pichojos» Pérez
Luis Pichojos Pérez González (Ahualulco de Mercado, Jalisco, 25 de agosto de 1908-Ciudad de México, 28 de mayo de 1963) fue un futbolista mexicano. Jugaba de extremo por la banda izquierda. 
Surgió del Club Deportivo Guadalajara, donde entrenaba en compañía de su primo Tomás Pérez, apodado Pichojos por lo rasgado de sus ojos. Tomás murió joven en un accidente automovilístico, heredando su sobrenombre a Luis. Fue detectado por Alfred C. Crowle, entrenador del Club Necaxa, quien lo invitó a jugar en la selección nacional de 1935 en los Juegos Centroamericanos celebrados en El Salvador, consiguiendo el primer campeonato internacional para el fútbol mexicano. 
Durante la Copa Mundial de Fútbol de 1930 jugó contra Francia y Chile. En el partido contra la selección chilena, el Pichojos, como se le conocía, tuvo una de las pocas aproximaciones del conjunto mexicano, que finalmente falló, al igual que Juan Carreño Sandoval. También jugó para el Club Deportivo Marte, el Club Necaxa, el Club Deportivo Guadalajara y el Germania FV. 
También fue jugador del Club América dirigido por el maestro José Antonio Roca 
Pichojos Pérez tuvo cuatro hijos futbolistas, José Luis, Carlos, Rodolfo y Mario, jugando todos para el Club Necaxa en la década de los sesenta bajo las órdenes del técnico Miguel Marín.
Fue mencionado en el episodio titulado «El juicio del Chavo» de la serie El Chavo del 8, cuando el personaje de don Ramón menciona al Chavo que es la defensa, refiriéndose a que es su abogado, a lo que este último responde que no es fútbol, para que acto seguido Quico, mientras se carcajea, le dice que se siente Pichojos Pérez.

## Participaciones en Copas del Mundo
| Mundial                        | Sede    | Resultado    |
| ------------------------------ | ------- | ------------ |
| Copa Mundial de Fútbol de 1930 | Uruguay | Primera fase |